# Rabiatou Serah Diallo
Hadja Rabiatou Serah Diallo (* 31. Dezember 1949; † 28. Juni 2023) war die Generalsekretärin der guineischen Gewerkschaft Konföderation der Arbeiter Guineas.

## Leben
Diallo wurde erstmals im Jahr 2000 zur Gewerkschaftsführerin gewählt. Innerhalb weniger Jahre hat Rabiatou Serah Diallo die ehemalige Staatsgewerkschaft CNTG zu einem Organ der Zivilgesellschaft Guineas entwickelt und sie an die vordere Front der Bewegung gegen den diktatorisch regierenden Präsidenten Lansana Conté gestellt. Im Mai 2006 kehrte sie nach längerer Abwesenheit nach Guinea zurück. Kurz nach ihrer Rückkehr wurde eine Frau namens Kanfy Camara ermordet. Da Kanfy Camara Rabiatou Diallo sehr ähnlich sah, einen Wagen desselben Typs wie sie fuhr und in ihrer Nachbarschaft lebte, geht der Internationale Bund Freier Gewerkschaften davon aus, dass sie einem Mordanschlag zum Opfer fiel, der Diallo gegolten hatte.
Serah Diallo spielte eine führende Rolle beim Generalstreik im Februar 2007, durch den ein politisches Abkommen mit Lansana Conté erzwungen wurde. Am 22. Februar 2007 wurde sie gemeinsam mit anderen Gewerkschaftern verhaftet, aber nach kurzer Zeit auf internationalen Druck hin freigelassen.
Rund ein Jahr nachdem das Militär die Macht in Guinea übernommen hatte, wurde Diallo als stellvertretende Ministerpräsidentin einer Übergangsregierung unter Jean-Marie Doré benannt. Die neue Regierung sollte den Übergang zur Demokratie in Guinea gewährleisten.
Rabiatou Serah Diallo starb am 28. Juni 2023 im Alter von 73 Jahren.